# Karaguiosis
Karaguiosis (en grec: Καραγκιόζης) és un personatge del folklore grec, emparentat amb el turc Karagöz. És el protagonista de les històries del teatre d'ombres grec.

## Orígens
Sembla que el nom de Karaguiosis prové del turc Karagöz ("ulls negres"). Tot i que alguns estudiosos es decanten per un origen mediterrani de tradició egípcia, tot indica que el Karaguiosis va arribar a Grècia continental des de l'Àsia Menor (Anatòlia), durant el període otomà, i que va ser helenitzat a Patres, a finals del segle XIX per Dimitros Sardounis (també conegut com Mimaros), considerat el fundador del teatre d'ombres grec modern.
Algunes versions més llegendàries sobre l'origen proposen que va ser un grec qui el va inventar, durant la domincaió turca, com a entreteniment per al sultà otomà. D'altres, més atrevits, afirmen que Karaguiosis es basa en fets reals protagonitzats per dos obrers, anomentats Karagöz, que treballen en la construcció d'una mesquita a Bursa, Turquia, al segle XIV.

## Argument
Karaguiosis és un geperut grec que és representat amb una mà molt llarga, vestit amb roba vella i amb els peus descalços. Viu en una cabanya amb la seva dona i els seus tres fills, durant l'Imperi Otomà. L'escenari està ocupat per la seva cabanya, a l'esquerra, i el palau del sultà (serrall), a la dreta i allunyat. A causa de la seva pobresa, el protagonista se les haurà d'enginyar per aconseguir diners i alimentar la seva família.
Els folkloristes divideixen les històries en dues categories: les Heroiques i les Còmiques. Les Heroiques són històries basades en la tradició o històries reals que van tenir lloc durant l'Imperi Otomà, i en elles Karaguiosis és representat com l'ajudant i colaborador de l'heroi.
Els titellaires solen inventar-se les seves pròpies històries, tot i que hi ha passatges tradicionals que s'han conservat per transmissió oral, amb lleugeres variants entre els oradors. Aquests accepten una gran varietat d'improvisació i la participació del públic:
1. Karaguiosis apareix en escena amb els seus tres fills cantant i ballant. Dona la benvinguda al públic i té un diàleg còmic amb els seus fills. Després entra a la cabanya.
2. El visir o un senyor otomà del lloc explica que té un problema i que necessita a algú per ajudar-lo.
3. Hadjiavatis fa cas i comença a anunciar la notícia, normalment en una seqüència cantada, fins que Karaguiosis es desperta.
4. Molest pels crits de Hadjiavatis, i veient l'oportunitat de guanyar diners (ajudant al visir), demana a Hadjiavatis que s'associï amb ell.
5. Karaguiosis dubta entre si ajudar al visir o enganyar-lo. Els personatges habituals apareixen un a un en escena (sovint cantant una cançó que els caracteritza); Karaguiosis té una divertida conversa amb ells, se'n burla, els enganya, o es molesta i els fa fora violentament.
6. Finalment, Karaguiosis és recompensar pel visir o es descobreix el seu engany i és castigat pel guardaespatlles del visir, Veligekas.

Els títols més famosos són:
- Alexandre Magne i la serp maleïda
- Karaguiosis doctor
- Karaguiosis cuiner
- Karaguiosis senador
- Karaguiosis erudit
- Karaguiosis profeta
- Karaguiosis pescador
- Karaguiosis i el goril·la
- Karaguiosis i el fantasma

## Personatges
- Karaguiosis és un pobre entremaliat grec a qui només li interessa menjar i dormir. Té més relació amb Hadji Ivat (greg: Hadjiavatis) que amb qualsevol altre personatge, i sovint és informat per ell. A vegades estan associats en els negocis, però en altres ocasions Hadjiavatis és víctima dels enganys de Karaguiosis.
- Kollitiria (Κολλητήρια), els tres fills de Karaguiosis. En algunes versions se'ls anomena, de major a menor: Kollitiri, Kopritis i Bitsikokos.
- Aglaia (Αγλαΐα), dona de Karaguiosis, a qui quasi mai es veu, però la seva veu (cridanera), procedent de l'interior de la casa sí que se sent.
- Hadjiavatis (Χατζηαβάτης) és l'amic i mà dreta de Karaguiosis. És una figura honrada i seriosa que sovint es troba dins dels embolics del seu amic. Té tendència a admirar els poderosos i sovint és represesntat com una persona submisa al sistema dominant, contràriament a Karaguiosis.
- Barba Yorgos (Μπάρμπα Γιώργος) representa a un pastor o ramader que fa negocis a la muntanya. És un personatge que no està contaminat pels costums de la ciutat, corpulent i fort, vestit amb la vestimenta típica de Rumeli. Ajuda al seu nebot, encara que sigui un entremaliat.
- Stavrakas (Σταύρακας) el qual el seu titella és l'únic que té un llarg braç independent, com el de Karaguiosi. Encara que intenta abusar dels altres, Karaguiosis es riu d'ell.
- Sior Dionysios (Σιορ Διονύσιος) un cavaller italianitzat de Zacint de cert llinatge aristocràtic. Fidel al seu origen a les Illes Jòniques, interpreta cantades i parla el dialecte grec jònic amb l'accent apropiat.
- Morfonios (Μορφονιός).
- Fatme (Φατμέ) és la bella filla del visir que pot tenir un rol de submissió o de rebel·lia. Té diferents maneres de causar problemes, a vegades amb bona intenció, en oposar-se al seu para, o d'altres amb mala, a causa del disgust amb Karaguiosis o algun heroi.
- Veligekas (Βελιγκέκας) un guàrdia albanès del serrall, és la mà executora del visir, sempre busca Karaguiosis i no desaprofita l'oportunitat de castigar-lo. A vegades rep una pallissa de Barba Yorgos.
- Peponias (Πεπόνιας) un gras funcionari del serrall, que en algunes versions substitueix a Veligekas.

Alguns titellaires han introduït altres personatges, com el pare ancià de Karaguiosis i Nontas, un amic de Stavrakas.

## Els titelles
Totes les figures que representen els personatges de l'obra són bidimensionals i sempre estan dibuixades de perfil. Tradicionalment, estaven fets de pell de camell, foradats per deixar passar la llum a través de la imatge, però actualment es fan més sovint de cartró. Els titelles tradicionals produïen ombres negres en una pantalla blanca, però alguns més moderns tenen forats coberts de seda de colors o material plàstic per produir ombres de colors. El cos, la cintura, els peus i, a vegades les articulacions, eren peces separades, unides amb agulles. La majoria de les figures estaven formades per dues parts (cos i cames), amb una sola articulació a la cintura. Dos personatges, el Jueu i Morfonios, tenien el coll articulat i el cap flexible.
Es manipulaven mitjançant un pal enganxat al darrere, en el cas de Karaguiosis, Stavrakas i algun altre personatge amb articulacions mòbils independents. L'escenari era una estructura vertical blanca, normalment una tela anomenada "berdes" (del turc perde, cortina). Entre els titelles i el titellaire (que no es veia) hi havia espelmes o làmpades que il·luminaven les figures i feien les seves siluetes visibles a través de la tela.